# Team Milram/Saison 2006
Erfolge des Team Milram in der Saison 2006.

## Größte Erfolge 2006
| Datum              | Rennen                                            | Fahrer              |
| ------------------ | ------------------------------------------------- | ------------------- |
| 14. März 2006      | 7. Etappe Tirreno–Adriatico                       | Alessandro Petacchi |
| 17. April 2006     | Rund um Köln                                      | Christian Knees     |
| 19. April 2006     | 1. Etappe Internationale Niedersachsen-Rundfahrt  | Alessandro Petacchi |
| 20. April 2006     | 2. Etappe Internationale Niedersachsen-Rundfahrt  | Alessandro Petacchi |
| 21. April 2006     | 3. Etappe Internationale Niedersachsen-Rundfahrt  | Alessandro Petacchi |
| 22. April 2006     | 4. Etappe Internationale Niedersachsen-Rundfahrt  | Alessandro Petacchi |
| 23. April 2006     | 5. Etappe Internationale Niedersachsen-Rundfahrt  | Alessandro Petacchi |
|                    | Gesamtsieg Internationale Niedersachsen-Rundfahrt | Alessandro Petacchi |
| 24. Mai 2006       | 1. Etappe Bayern-Rundfahrt                        | Erik Zabel          |
| 28. Mai 2006       | 5. Etappe Bayern-Rundfahrt                        | Björn Schröder      |
| 29. August 2006    | 4. Etappe Vuelta a España                         | Erik Zabel          |
| 31. August 2006    | 6. Etappe Vuelta a España                         | Erik Zabel          |
| 17. September 2006 | 21. Etappe Vuelta a España                        | Erik Zabel          |
|                    | Vize-Weltmeister (Salzburg)                       | Erik Zabel          |
|                    | Sprintertrikot Deutschland-Rundfahrt              | Erik Zabel          |

## Mannschaft 2006
| Name                  | Geburtsdatum       | Nationalität |
| --------------------- | ------------------ | ------------ |
| Daniel Becke          | 12. März 1978      | Deutschland  |
| Simone Cadamuro       | 28. Juni 1976      | Italien      |
| Mirko Celestino       | 19. März 1974      | Italien      |
| Alessandro Cortinovis | 11. Oktober 1977   | Italien      |
| Maarten den Bakker    | 26. Januar 1969    | Niederlande  |
| Volodymyr Dyudya      | 6. Januar 1983     | Ukraine      |
| Sergio Ghisalberti    | 10. Dezember 1979  | Italien      |
| Michele Gobbi         | 10. August 1977    | Italien      |
| Ralf Grabsch          | 7. April 1973      | Deutschland  |
| Andrij Hrywko         | 7. August 1983     | Ukraine      |
| Dennis Haueisen       | 13. September 1978 | Deutschland  |
| Maxim Iglinskiy       | 18. April 1981     | Kasachstan   |
| Matej Jurčo           | 8. August 1984     | Slowakei     |
| Christian Knees       | 5. März 1981       | Deutschland  |
| Mirco Lorenzetto      | 19. Juli 1981      | Italien      |
| Martin Müller         | 5. April 1974      | Deutschland  |
| Daniel Musiol         | 27. März 1983      | Deutschland  |
| Alberto Ongarato      | 24. Juli 1975      | Italien      |
| Alessandro Petacchi   | 3. Januar 1974     | Italien      |
| Enrico Poitschke      | 25. August 1969    | Deutschland  |
| Elia Rigotto          | 4. März 1982       | Italien      |
| Fabio Sabatini        | 18. Februar 1985   | Italien      |
| Fabio Sacchi          | 23. Mai 1974       | Italien      |
| Björn Schröder        | 27. Oktober 1980   | Deutschland  |
| Carlo Scognamiglio    | 31. Mai 1983       | Italien      |
| Sebastian Siedler     | 18. Januar 1978    | Deutschland  |
| Alessandro Vanotti    | 16. September 1980 | Italien      |
| Marco Velo            | 9. März 1974       | Italien      |
| Giovanni Visconti     | 13. Januar 1983    | Italien      |
| Erik Zabel            | 7. Juli 1970       | Deutschland  |